# Даккы
Даккы (якут. Даккы) — село в Таттинском улусе Якутии России. Входит в состав Жохсогонского наслега.

## География
Село расположено на северо-востоке центральной части региона, на правом берегу реки Татта, на расстоянии 11 км от посёлка городского типа Ытык-Кюёль, административного центра улуса.

## Население
| 2002 | 2010 | 2021 |
| ---- | ---- | ---- |
| 5    | ↗9   | ↗10  |

Национальный состав
Согласно результатам переписи 2002 года, в национальной структуре населения якуты составляли 80 % от общей численности населения в 5 чел.

## Улицы
- ул. Ворошилова,
- ул. Набережная,
- ул. Южная.

## Экономика
Животноводство (мясо-молочное скотоводство, мясное табунное коневодство).

## Транспорт
В 1 км от села, на другом берегу Татты, проходит федеральная автотрасса Колыма.